# Wulai Taiche
| Bahnhof Wulai |                             |  |  |
| Streckenverlauf |                             |  |  |
| Streckenlänge: | 1,6 km                      |  |  |
| Spurweite: | 545 mm                      |  |  |
| Streckengeschwindigkeit: | 23 km/h                     |  |  |
| Zweigleisigkeit: | Zweigleisig                 |  |  |
| |                             |  |  |
| \| \| Nach Xindian (新店) \| \| \| \| \| \| \| \| \| \| Wulai (烏來站) \| \| \| \| \| Zur südl. Brücke (往南勢橋) \| \| \| \| \| Fabrik (臺車機廠) \| \| \| \| \| \| \| \| \| \| \| \| \| \| \| \| \| \| \| \| \| \| \| \| \| Wasserfall (瀑布站) \| \| \| \| \| \| \| \| \| \| Nach Fushan (福山) \| \| \| |                             |  |  |
| | Nach Xindian (新店)         |  |  |
| |                             |  |  |
| U-Bahn-Bahnhof | Wulai (烏來站)              |  |  |
| U-Bahn-Abzweig geradeaus und ehemals nach links | Zur südl. Brücke (往南勢橋) |  |  |
| U-Bahn-Strecke · U-Bahn-Betriebs-/Güterbahnhof Streckenanfang | Fabrik (臺車機廠)           |  |  |
| U-Bahn-Abzweig geradeaus und von links · U-Bahn-Strecke nach rechts |                             |  |  |
| U-Bahn-Strecke |                             |  |  |
| U-Bahn-Strecke von links · U-Bahn-Abzweig geradeaus und nach rechts |                             |  |  |
| U-Bahn-Tunnel · U-Bahn-Strecke geradeaus |                             |  |  |
| U-Bahn-Tunnel · U-Bahn-Bahnhof | Wasserfall (瀑布站)         |  |  |
| U-Bahn-Strecke nach links · U-Bahn-Abzweig ehemals geradeaus und nach rechts |                             |  |  |
| | Nach Fushan (福山)          |  |  |

Die Wulai Taiche (chinesisch 烏來台車, Pinyin Wūlái Táichē; englisch Wulai Trolley oder Wulai Scenic Train) ist eine Schmalspurbahn mit der ungewöhnlichen Spurweite von 545 mm im Stadtbezirk Wulai von Neu-Taipeh auf Taiwan.

## Geschichte

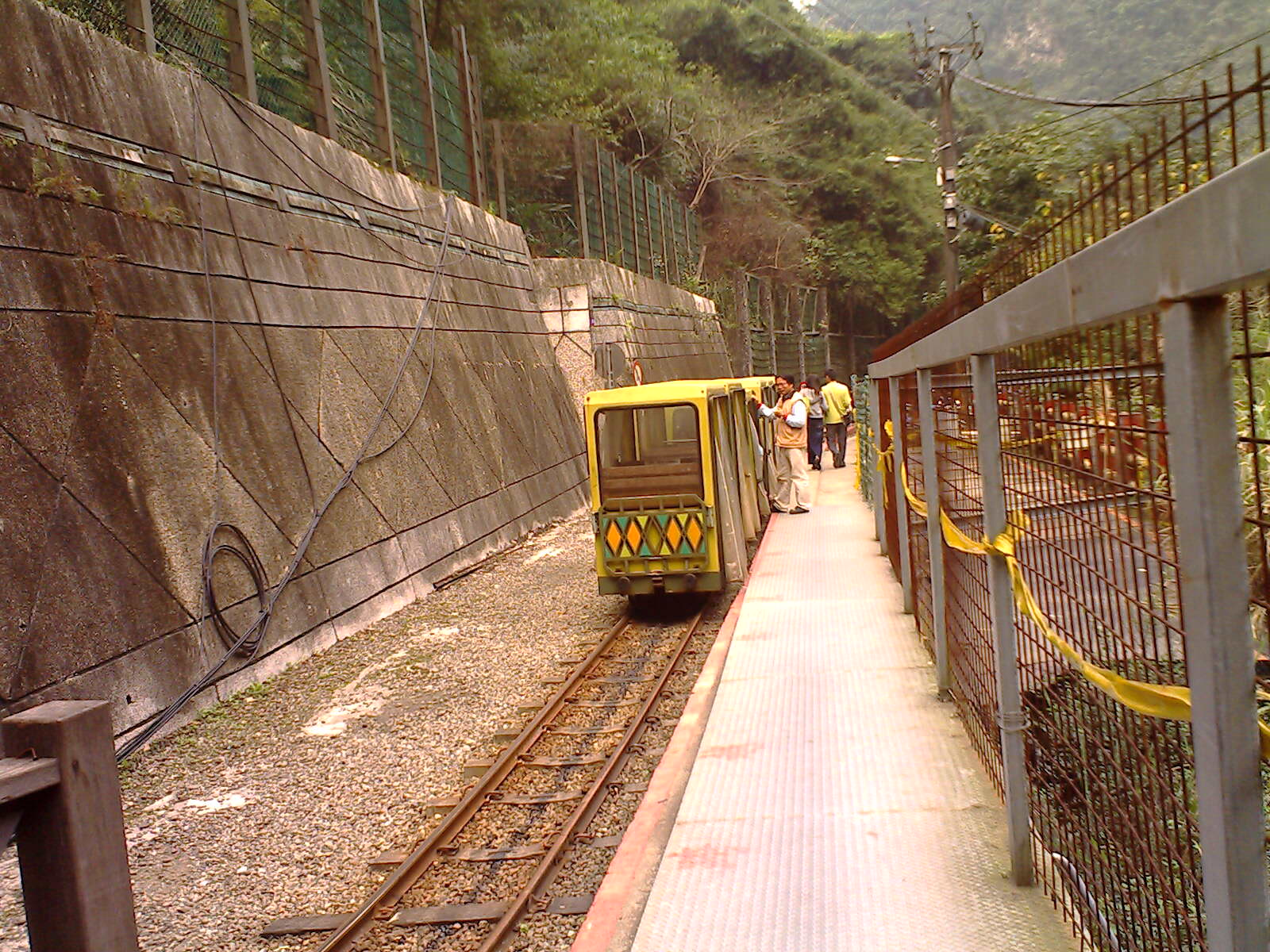
Wūlái Táichē

Die ursprünglich handbetriebene Bahn wurde 1928 unter japanischer Herrschaft gebaut, um Holz, Holzfällerwerkzeuge, Tee und Personen zu transportieren. Nachdem der Highway 1951 fertiggestellt worden war, wurden die meisten Streckenabschnitte, unter Ausnahme des 1,6 km langen noch bestehenden Streckenabschnitts abgebaut. Seit die holzverarbeitende Industrie nachließ, wurde die Schmalspurbahn für den Touristentransport genutzt.
Die Bahn wird seit 1963 für den Tourismus genutzt. Sie wurde 1964 von einer eingleisigen in eine zweigleisige Strecke umgebaut. Seit 1974 werden die Fahrzeuge nicht mehr manuell, sondern motorisch angetrieben. Seit 1987 endet die Fahrt 80 Meter vor der ehemaligen Wasserfallstation, da der Kehr-Tunnel nicht mehr für das Wenden der Fahrzeuge genutzt wird.
2015 wurde die Eisenbahn aufgrund von schweren Schäden durch den Taifun Soudelor, bei denen ein 120 m langer Abschnitt komplett zerstört wurde, vorübergehend außer Betrieb genommen. Sie wurde am 26. August 2017 nach nahezu zweijährigen Bauarbeiten wieder in Betrieb genommen. Für die Wiederherstellung wurde vom Forstamt (林務局) ein Budget von 55 Mio. NT$ (1,8 Mio. US$) bereitgestellt.

## Schienenfahrzeuge
Jeder Wagen bietet 10 Fahrgästen Platz.

## Liste der Bahnhöfe
Außer dem Bahnhof Wūlái gibt es an der Strecke einen Bahnhof am Wasserfall.

## Weitere Sehenswürdigkeiten
In der Nähe der Endstation gibt es weitere Sehenswürdigkeiten, wie das Wūlái Tram- und Forstwirtschafts-Museum, in dem Fotos und Artefakte von der Arbeit der Eisenbahner und Holzfäller gezeigt werden. Innerhalb von 3 Minuten kann zu Fuß der 80 Meter hohe Wasserfall im Wasserfallpark sowie die Talstation der Wūlái Aerial Tramway genannten Seilbahn erreicht werden. Am anderen Ende der Strecke, am Bahnhof Wūlái, liegen die heißen Quellen, und die touristisch genutzte alte Straße.

## Anreise
Die Bahn lässt sich von der Station Xindian der Linie 3 (Songshan–Xindian) der Metro Taipei aus mit dem Bus erreichen.

## Fotos

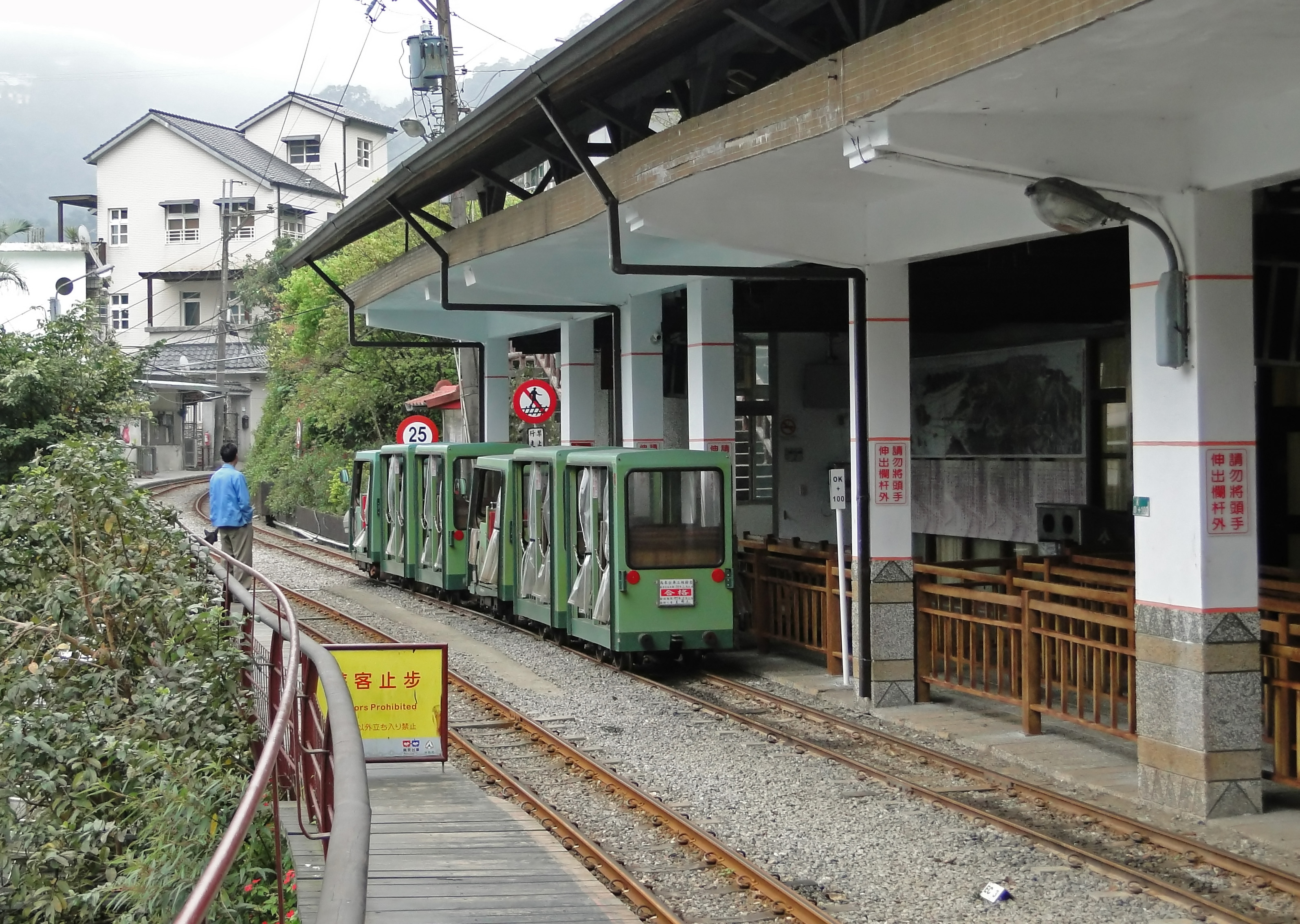
Bahnhof Wūlái (烏來站月台)
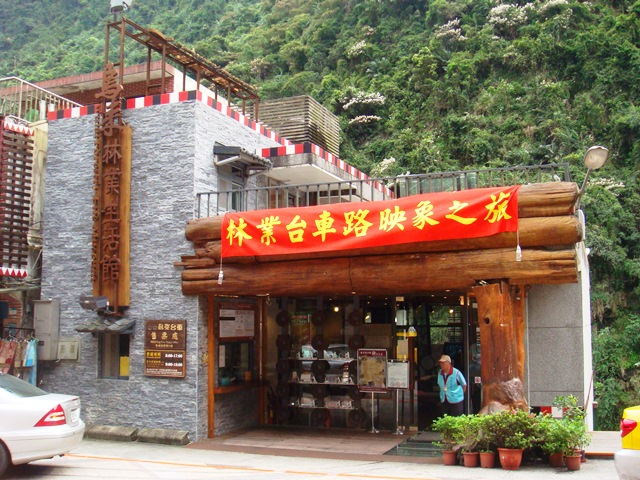
Tram-Museum (烏來台車博物館)
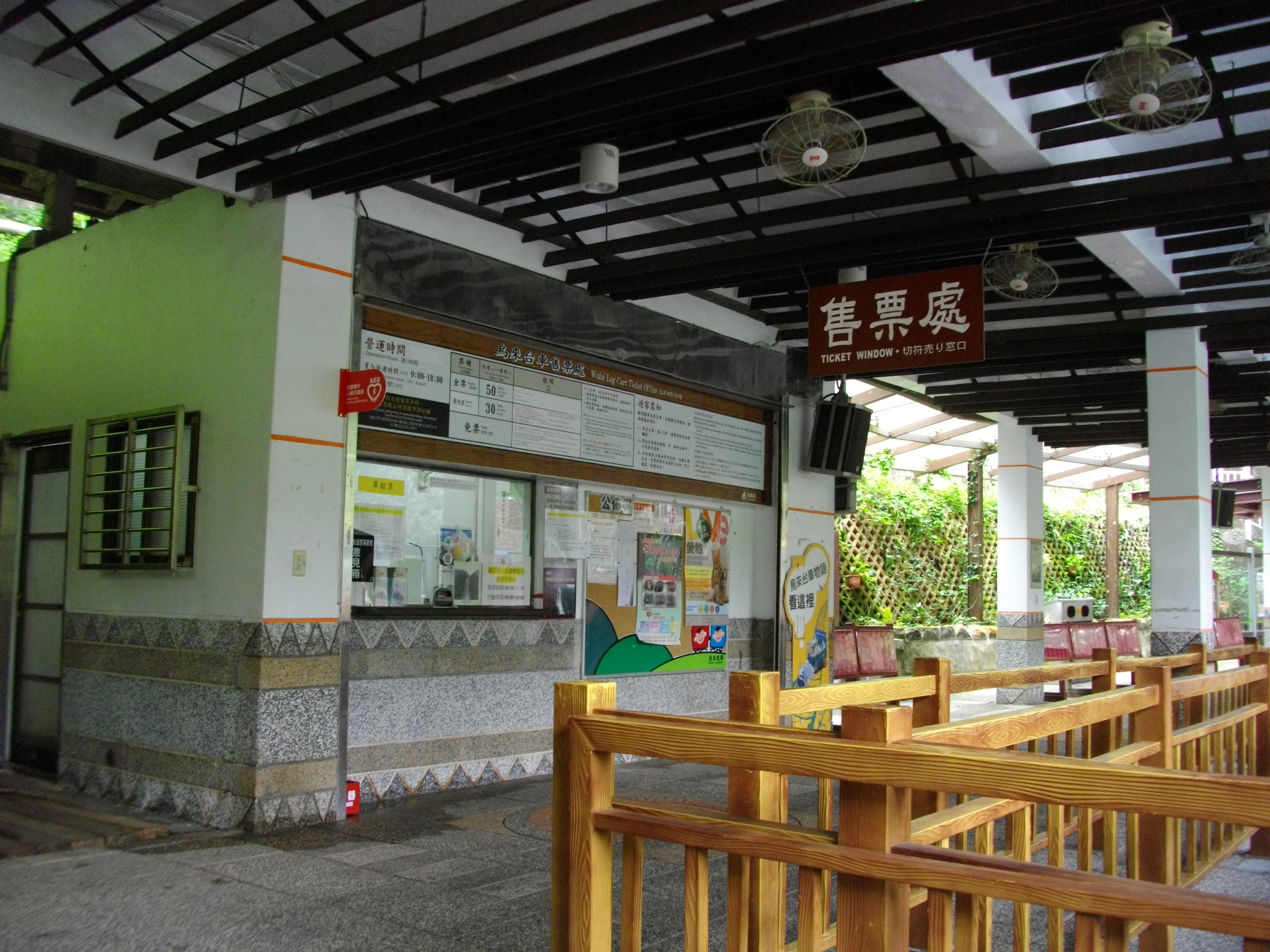
Fahrkartenschalter (烏來台車售票處)
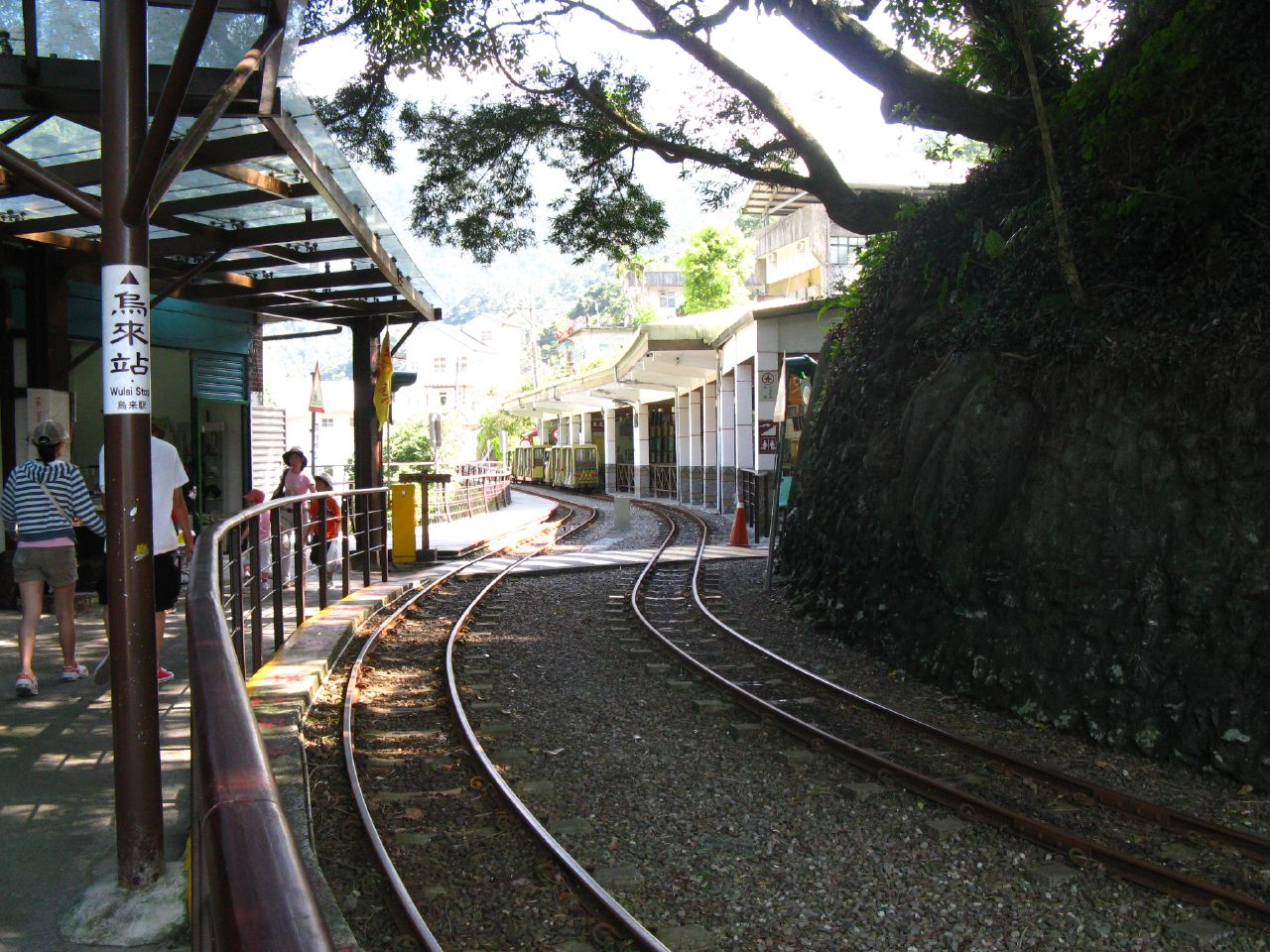
Bahnhof Wūlái
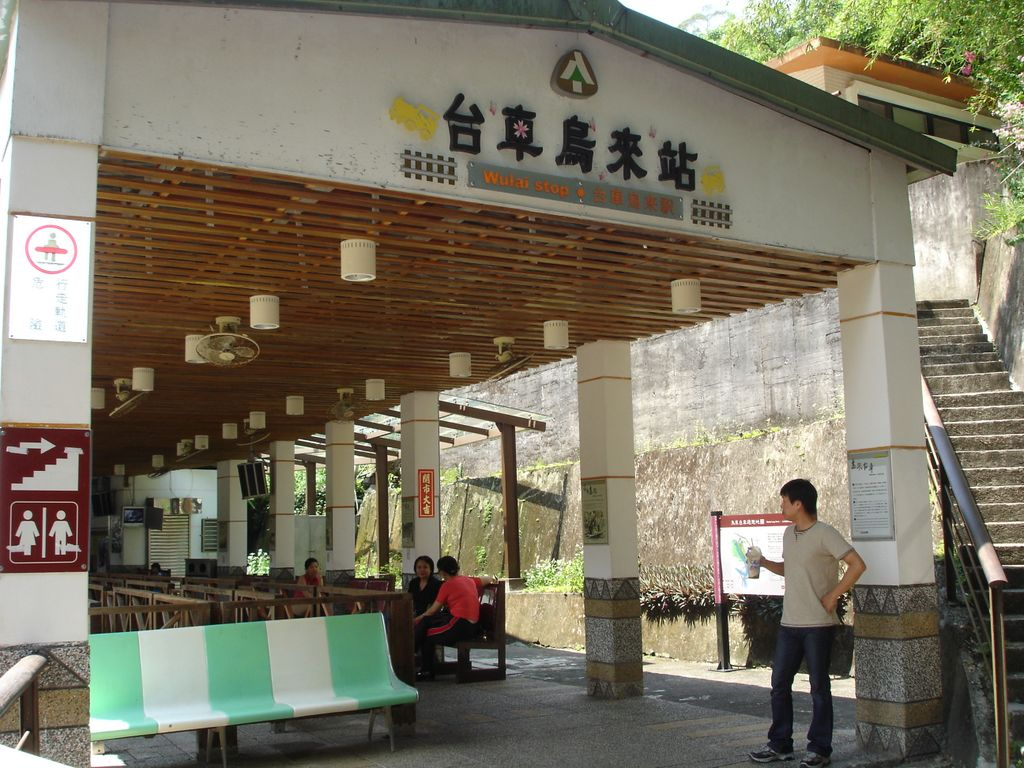
Bahnhof Wūlái
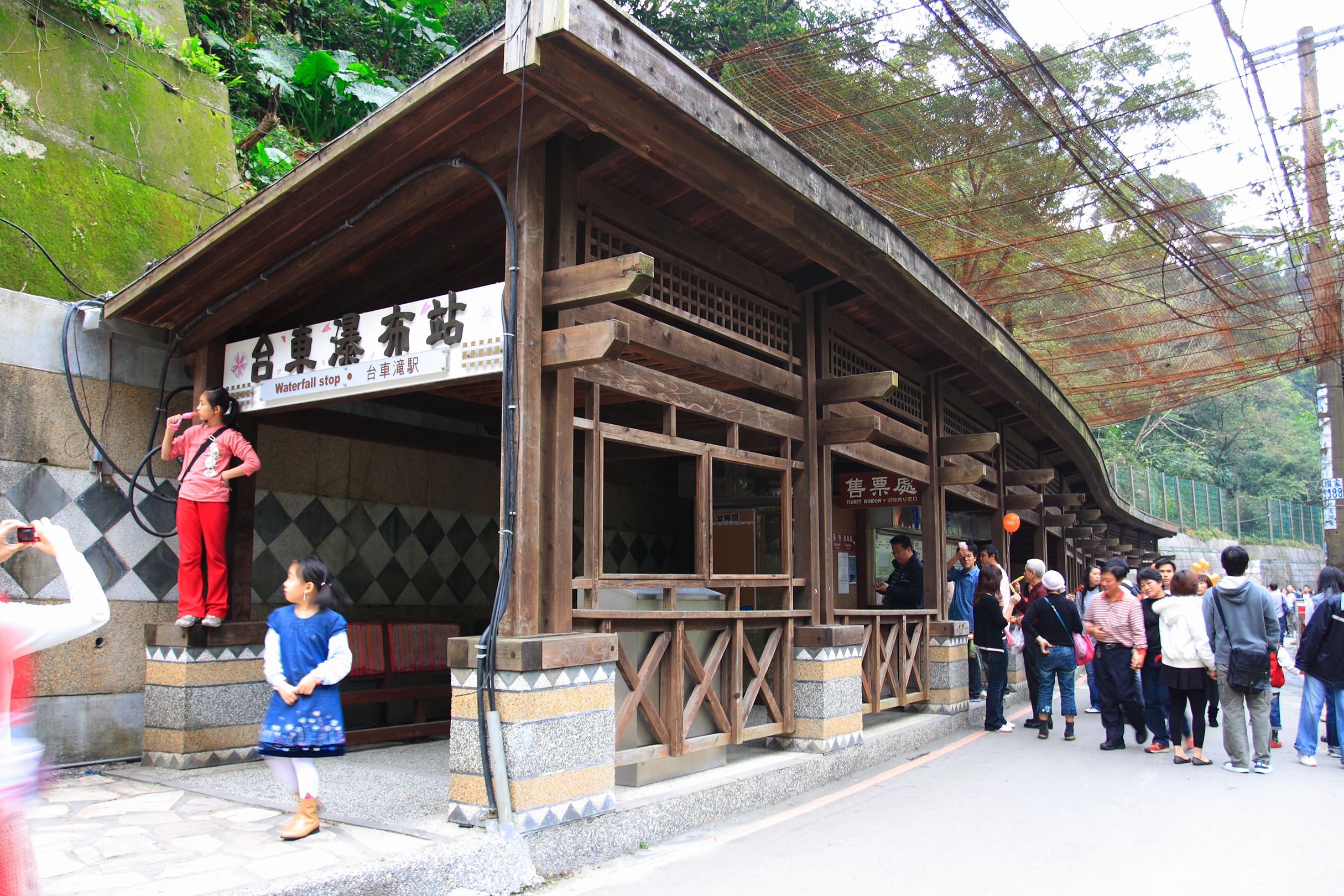
Bahnhof Wasserfall
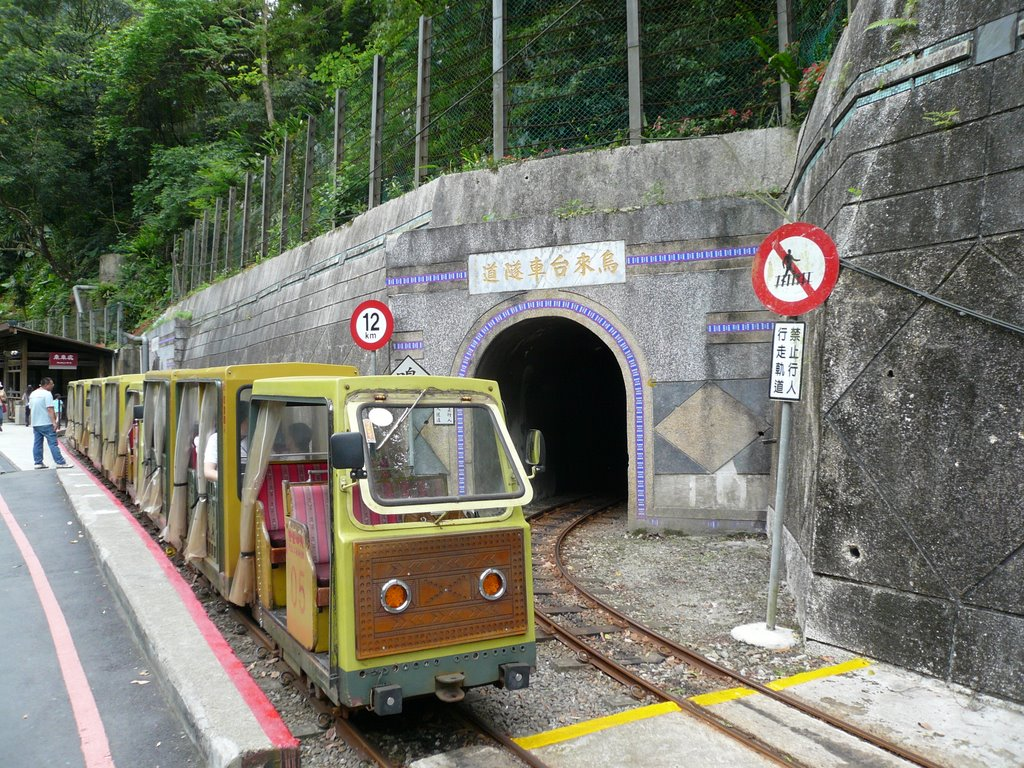
Tunnel am Bahnhof Wasserfall
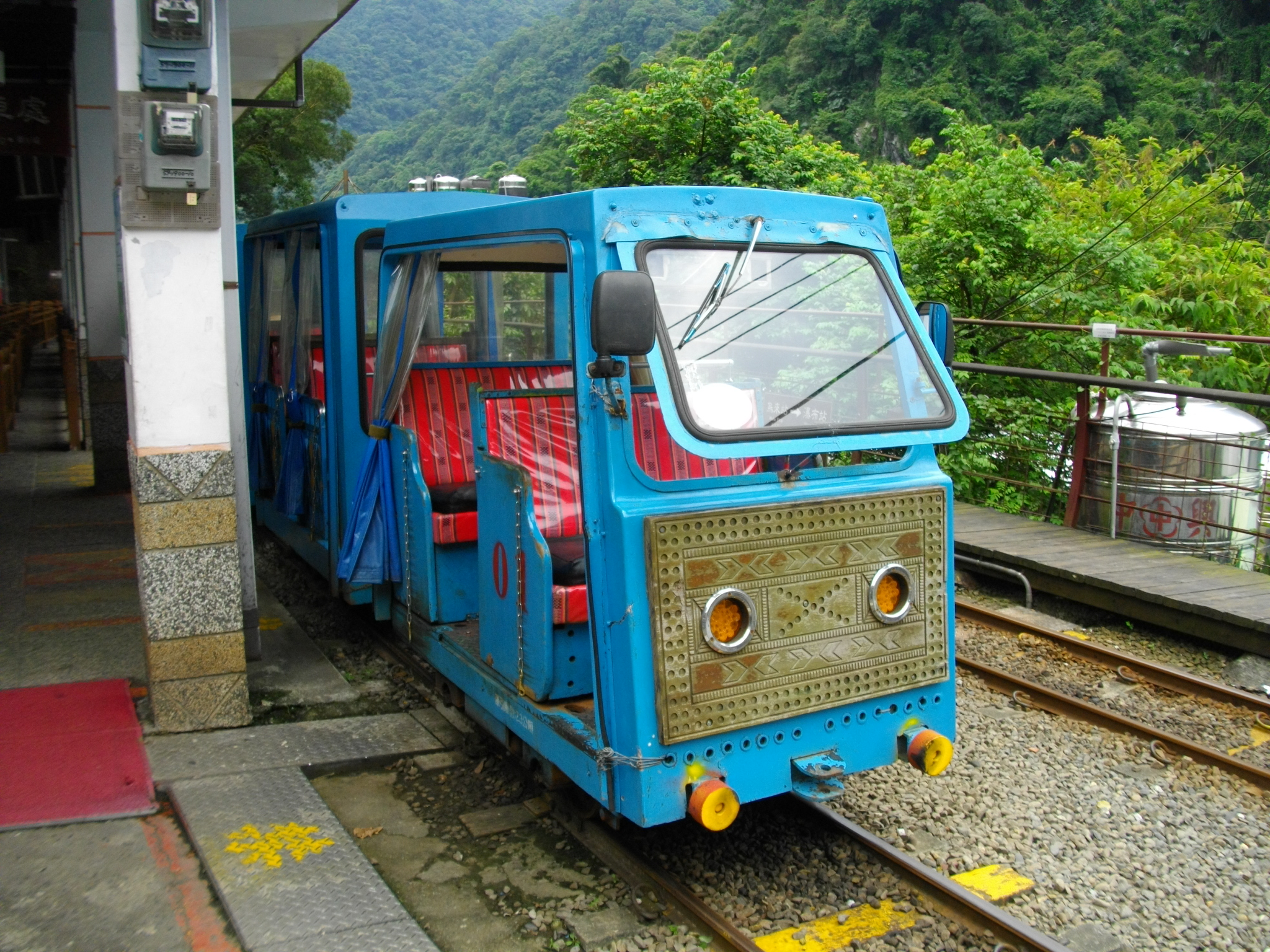
Zug